# Ryuji Saito
Ryuji Saito (才藤 龍治 Saito Ryuji?), född 12 mars 1993 i Tokyo prefektur, är en japansk fotbollsspelare.
Saito började sin karriär 2015 i FC Ryukyu. Han spelade 80 ligamatcher för klubben. 2018 flyttade han till Kataller Toyama.